# Puerto Domínguez
Puerto Domínguez es una localidad chilena de la región de La Araucanía, perteneciente a la comuna de Saavedra. Se ubica en la ribera del lago Budi. Tiene una población de 486 habitantes.

## Historia
El territorio alrededor del lago Budi, único lago salado de Latinoamérica, ha sido habitado históricamente por el pueblo mapuche, el cual se dedicaba principalmente a la ganadería. La Ocupación de la Araucanía redujo la superficie habitada por los indígenas y dio paso a la distribución de tierras. Es así como se funda la Sociedad Colonizadora del Budi, el 23 de agosto de 1902, obra del coronel de origen español Eleuterio Domínguez junto a familias de Aragón y las islas Canarias. Con la venia del presidente Germán Riesco, se tenía por objetivo la distribución de 42.000 hectáreas de terreno a familias españolas con el fin de explotarlas comercialmente. Conflictos entre los colonos y la resistencia mapuche, apoyada incluso por misioneros capuchinos como el padre Félix José de Augusta, hizo fracasar el plan pues solo arribarían 88 de las 300 familias que se proyectaban. En 1914 se rebautiza como Sociedad Agrícola del Budi, esta vez presidida por la familia Alessandri, la cual se le entregan los derechos de explotación maderera de una extensa zona entre Imperial y Toltén.
El gran terremoto de 1960 y el posterior maremoto inundaría la ribera del lago Budi. El hecho provocaría un estancamiento económico en la zona, afectando considerablemente a esta localidad y la cercana Puerto Saavedra.

## Demografía
La localidad, según el censo de 2017, posee una población de 486 habitantes, de los cuales 242 son hombres y 244 son mujeres. Para 2005 la población total era de 500 habitantes.

## Lugares de interés
El pueblo posee sitios de interés histórico como el cementerio municipal, emplazado en una loma y que presenta una privilegiada vista del lago Budi, tiene una conformación desde abajo hacia arriba, estando los primeros habitantes sepultados en la parte baja del lugar. Otro sitio destacado es la plaza, la que posee una serie de esculturas gigantes realizadas por el escultor local Ildefonso Quilempán, fallecido en la misma localidad en 2017.